# 剑桥使徒

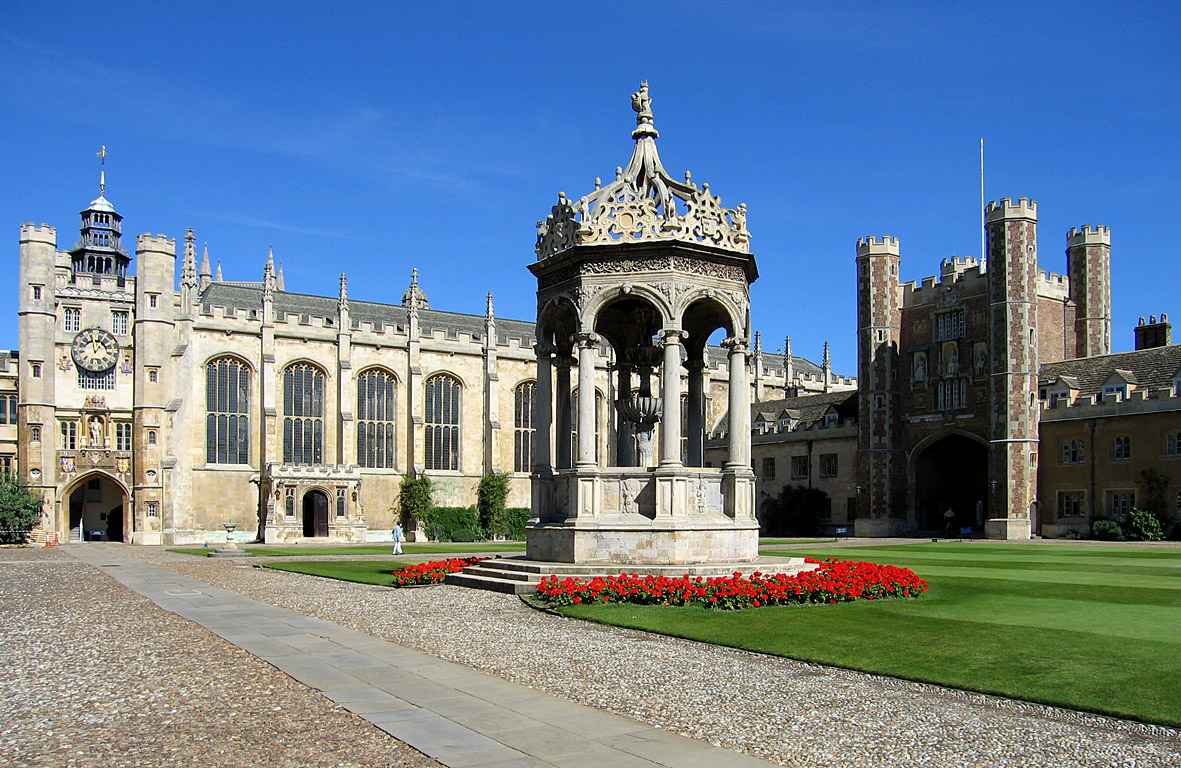
剑桥大学三一学院的巨庭。剑桥使徒的成员主要来自于三一学院和国王学院。

剑桥使徒（英語：或者）是剑桥大学的一个秘密社团。1820年，剑桥大学聖約翰學院的一位大學生喬治·湯姆林森同他的朋友們一道成立了一個辯論俱樂部，劍橋座談會。由於它當初只有12名成員，後人一直稱它為使徒俱樂部。该社团由剑桥大学学生乔治·汤姆林森于1820年建立，他也是使徒俱樂部的創始人。他后来成为第一位直布罗陀英國聖公會主教。
名称源于耶穌的十二使徒，该社团成立时共有十二名成员，因此称作剑桥使徒。社团成员大部分为大學生，也有少量的研究生，成员主要来自于圣约翰学院、国王学院和三一学院。

## 社团活动
剑桥使徒初期是一个讨论小组，每周的星期六晚上举行一次会议，在会上小组的一名成员关于一个话题发表演讲，演讲后成员之间进行讨论。会议中的食物是沙丁鱼和烤面包。社团在19世纪七十年代才开始接纳女性学生。
剑桥使徒保留有一本皮革日记，用来手写记录每周成员讨论的内容。本科生的成员通常被称作使徒，而研究生被称作天使。每隔几年，研究生们就会被秘密邀请参加本科生们的晚宴，晚宴一般在剑桥大学的某一个学院进行。社团的年度晚宴则会在伦敦秘密进行。
本科生如果被推荐可以加入社团就会被邀请参加一个派对，在这个派对上原有的成员将会决定是否让这些新成员加入。新加入的成员要求宣誓保密，并聆听一份由神学家芬顿·安东尼书写的一份咒语。
社团成员之间一生都会保持着深厚的友情。哲学家亨利·西季威克在他的回忆录中描述“和这个社团成员间的友情是我一生中最重要的情谊。”

## 布卢姆茨伯里派
第一次世界大战前，由于布卢姆茨伯里派的兴起，剑桥使徒才逐渐发展起来。约翰·凯恩斯、鲁珀特·布鲁克和乔治·摩尔都曾经是剑桥使徒，后来成为布卢姆茨伯里派的成员。

## 劍橋五人組
是指蘇聯從第二次世界大戰開始，在英國的五名雙重間諜（另有一說是只四人）。雖然說是劍橋五人，但事實上事件涉及更多人。已知的四人分別是：蓋·伯吉斯、唐納·麥克林、吉姆·費爾比及安東尼·布朗特。第五人的身份雖眾說紛紜，但根據四人的蘇聯上司兼接應奧列格·戈迪夫斯基的說法，這人是英國情報人員約翰·凱恩克洛斯。
五人均出身於英國中上流社會，他們於1930年代在劍橋大學就讀時，因反對法西斯主義而相當同情共產主義者，畢業後被正式招攬，開始將情報泄露給克格勃。由于剑桥间谍的曝光，剑桥使徒在1951年再次成为公众的焦点。三名在英国政府高层工作的剑桥大学毕业生被最终证实将情报泄露给克格勃，他们中的一位是前剑桥使徒的成员。
1963年，美国记者、前剑桥使徒成员迈克尔·斯垂特承认曾经和苏联秘密来往，他还承认英國秘密情報局官员、科陶德艺术学院院长和女王的艺术顾问安东尼·布朗特是他的介绍人，也是一名苏联间谍。面对斯垂特的供词，布朗特承认自己叛国，并透露剑桥使徒雷奥纳德·隆也卷入其中。斯垂特告诉调查人员，约翰·阿斯特伯里是由布朗特或者伯吉斯的介绍才成为间谍的。雷奥纳德·隆承认于1940至1952年给苏联提供情报。
一些作家猜测有更多剑桥使徒的成员也曾经是苏联间谍。罗兰·佩里（Roland Perry）在他的著作《第五人》（The Fifth Man）中认为布朗特和伯吉斯共同的朋友——罗特席尔德家族成員第三代罗斯柴尔德男爵维克多·罗斯柴尔德可能是第五位间谍。间谍史学家约翰·科斯特洛（John Costello）在他的书《奸诈的面具》（The Mask of Treachery）中指出间谍可能还包括数学家阿曆斯特·華生（Alister Watson。金伯利·科尼什（Kimberley Cornish）在他的书《林茨的犹太人》（The Jew of Linz）中做出更为夸张的假设，他认为路德维希·维特根斯坦可能就是剑桥间谍网的核心。

## 社团成员
括号内是成员加入剑桥使徒的年份。
- 阿佛烈·丁尼生：英格兰诗人、英国上议院成员。（1829）
- 詹姆斯·麦克斯韦：物理学家。（1852）
- 戈弗雷·哈代：数学家。
- 阿尔弗雷德·怀特黑德：数学家和哲学家。（1884）
- 伯特兰·罗素：哲学家，英国上议院成员。（1892）
- 乔治·摩尔：哲学家。（1894）
- 爱德华·福斯特：作家。（1901）
- 约翰·凯恩斯：经济学家、英国上议院成员。（1903）
- 弗兰克·拉姆齐：哲学家。（1921）
- 休·戴维斯（1932）[2]
- 艾伦·霍奇金：英国生理学家和生物物理学家。（1935）
- 叶光明：圣经教师。（1938）
- 艾瑞克·霍布斯邦：历史学家和作家。

## 相关著作
- 《复仇天使》：作者哲学家夸·安东尼阿皮亚。
- 《印度修道士》：作者大卫·维特。
- 《最長的旅程》：作者爱德华·摩根·福斯特。